# Sagoria
Sagòria (in sloveno Zagorje, in tedesco Sagurie), in passato Sagoria San Martino, è un paese della Slovenia, frazione del comune di San Pietro del Carso.
La località si trova nei pressi della sorgente del fiume Piuca a nord del fiume Timavo superiore, a 576,6 metri s.l.m., a 5,8 chilometri a sud del capoluogo comunale ed a 43,4 chilometri dal confine italiano.
La chiesa parrocchiale è dedicata a sant'Elena, mentre a nord dell'insediamento presso il cimitero vi è la cappella dedicata a San Paolo; ad ovest vicino al confine dell'insediamento, nell'attiguo Taborgrande (Šilentabor), su di un'altura a 723 metri s.l.m. vi è la chiesa di San Martino (Sv. Martin).
Durante il dominio asburgico Sagoria fu comune autonomo.
Tra le due guerre mondiali fu comune autonomo della Provincia d'Istria e comprendeva gli attuali insediamenti (naselja) di Drescozze (Drskovče), Parie (Parje), Taborgrande (Šilentabor) del comune di San Pietro del Carso.
Con l'istituzione della provincia di Fiume passò, come altri comuni del mandamento di Bisterza, a tale provincia venendo però aggregato nel 1927 al comune di Fontana del Conte e cessando quindi di esistere.

## Corsi d'acqua e bacini
fiume Piuca (Pivka); palude grande di Sagória (Veliko Zagorsko jezero)